# LATAM Cargo Brasil
LATAM Cargo Brasil, anciennement ABSA Cargo Airline, est une compagnie aérienne cargo brésilienne.